# Kobiety (film 2006)
Kobiety – polski krótkometrażowy komediodramat z 2006 roku w reżyserii Adama Uryniaka. Film powstał na motywach opowiadania Charlesa Bukowskiego Niezupełnie Bernadette.

## Obsada
- Aleksander Mazur jako Henryk Czinaski
- Ewa Nowak jako Ania
- Łukasz Bursa jako Beton
- Jan Szetela jako Czesiek
- Jeremiasz Bryg jako Dżordż
- Łukasz Koba jako Karol
- Adam Uryniak Sr. jako doktor
- Angelina Wolan jako pani Zosia
- Paweł Ścibisz jako Władek

oraz: Ewelina Kulasa, Joanna Makara, Urszula Kłęk, Marta Uryniak, Marzena Wnuk, Gabriela Słowińska, Michał Rokosz, Rafał Makara, Mateusz Musiał, Dariusz Wichowski, Jakub Soja, Piotr Jakóbek, Adam Uryniak.

## Nagrody
- Srebrna Flushka na I Klubowym Konkursie Filmowym FILMOFFON w Lwówku Śląskim
- nagroda główna na III Wodzisławskim Przeglądzie Kina Uffowego
- Nagroda Specjalna Komisji Antyalkoholowej na 8. Festiwalu Filmów Amatorskich Filmowe Zwierciadła w Ostrołęce, za „trzeźwe podejście do filmowej rzeczywistości”
- wyróżnienie dla Aleksandra Mazura za rolę Henia na 2. Przeglądzie Filmów Amatorskich „Ogień w głowie” w Zgierzu
- wyróżnienie na I Przeworskim Przeglądzie Amatorskiej Sztuki Filmowej